# Kilmarnock Football Club 2011-2012
Questa voce raccoglie le informazioni riguardanti il Kilmarnock Football Club nelle competizioni ufficiali della stagione 2011-2012.

## Stagione
- In Scottish Premier League il Kilmarnock si classifica al 7º posto (47 punti), dietro al St. Johnstone e davanti al St. Mirren.
- In Scottish Cup viene eliminato agli ottavi di finale dall'Hibernian (1-0).
- In Scottish League Cup batte in finale il Celtic (0-1) e vince per la prima volta la coppa.

## Maglie e sponsor
| Casa | Trasferta |

## Rosa
| N. |                        | Ruolo | Calciatore      |
| -- | ---------------------- | ----- | --------------- |
| 1  | Scozia (bandiera)      | P     | Cammy Bell      |
| 3  | Scozia (bandiera)      | D     | Garry Hay       |
| 4  | Scozia (bandiera)      | D     | James Fowler    |
| 5  | Scozia (bandiera)      | D     | Ryan O'Leary    |
| 6  | Camerun (bandiera)     | D     | Patrick Ada     |
| 7  | Portogallo (bandiera)  | C     | David Silva     |
| 8  | Scozia (bandiera)      | C     | Liam Kelly      |
| 9  | Scozia (bandiera)      | C     | Danny Buijs     |
| 10 | Inghilterra (bandiera) | C     | James Dayton    |
| 11 | Australia (bandiera)   | C     | Gary Harkins    |
| 13 | Rep. Ceca (bandiera)   | D     | Zdeněk Kroča    |
| 14 | Irlanda (bandiera)     | A     | Paul Heffernan  |
| 15 | Svezia (bandiera)      | D     | Billy Berntsson |
| 16 | Spagna (bandiera)      | A     | Jorge Galán     |
| 17 | Galles (bandiera)      | P     | Kyle Letheren   |

| N. |                             | Ruolo | Calciatore                |
| -- | --------------------------- | ----- | ------------------------- |
| 18 | Slovenia (bandiera)         | C     | Leon Panikvar             |
| 19 | Inghilterra (bandiera)      | A     | Ben Hutchinson            |
| 20 | Irlanda del Nord (bandiera) | C     | Dean Shiels               |
| 21 | Francia (bandiera)          | A     | William Gros              |
| 22 | Inghilterra (bandiera)      | C     | Danny Racchi              |
| 23 | Irlanda del Nord (bandiera) | D     | Rory McKeown              |
| 25 | Scozia (bandiera)           | C     | Daniel McKay              |
| 26 | Inghilterra (bandiera)      | D     | Alex Pursehouse           |
| 28 | Scozia (bandiera)           | D     | Gary Fisher               |
| 29 | Italia (bandiera)           | C     | Manuel Pascali (capitano) |
| 30 | Scozia (bandiera)           | A     | Rory McKenzie             |
| 31 | Scozia (bandiera)           | A     | Ross Davidson             |
| 33 | Scozia (bandiera)           | C     | Matty Kennedy             |
| 53 | Finlandia (bandiera)        | P     | Anssi Jaakkola            |
| 88 | Francia (bandiera)          | D     | Mohamadou Sissoko         |